# マウマウ団の乱
マウマウ団の乱（マウマウだんのらん、英語:Mau Mau Uprising）は、イギリスの植民地だったケニア（ケニア植民地）で1952年から1960年に起こった民族主義的独立運動。

## 名称
「マウマウ」（英語: Mau Mau）と独立主義運動につけられた名称は、イギリス側からの他称である。「マウマウ」の語源は諸説あるが、
- ハイエナが食料を漁る際の擬音（2006年版アメリカン・ヘリテージ・ディクショナリーによる）
- 襲撃のあった土地の名から（マウ〜などがよく使われていた）
- 白人入植者が独立運動側を蔑称するために造語した意味のない言葉
- スワヒリ語のスローガン「Mzungu Aende Ulaya — Mwafrika Apate Uhuru」のアクロニム（頭文字をとって作った造語）。意味は「白人は欧州へ帰れ、アフリカ人に自由を」。
- 外に警官が来た場合に「ウマ！ウマ！」（キクユ語: Uma! Uma!〈出ろ！出ろ！〉）と警戒していたことによる。「マウマウ」は「ウマ！ウマ！」の聞き違い。

## 歴史
ケニア最大民族であるキクユ族を中心とする人々によるケニア・アフリカ同盟（KAU）から離脱した急進派は、ケニア土地自由軍（KLFA）を結成した。
1952年から、KLFAは各地の白人農場、警察署、政府軍用地、親植民地派のケニア人を襲撃した。軍事的にはこの襲撃は失敗に終わったが、イギリス本国のキクユ族に融和的な意向を無視し、常々「黒人も植民地支配を歓迎している」と主張して白人至上主義的な支配を続けていたケニア植民地政府が、黒人の反乱に直面し、なおかつ自力で事態を収拾できなかったことから、結果としてケニア独立を早めることとなった。
植民地政府は、マウマウ側の掃討に乗り出し、10月20日に非常事態を宣言し、マウマウ側のリーダーと考えていた(誤解だった)KAUのジョモ・ケニヤッタらKAUの指導者を逮捕し、扇動者として裁判に付された。反乱は他の諸民族をも巻き込み、植民地政府は、イギリス本国から派遣された正規軍5万人、戦車、爆撃機などを投入しナイロビで2万7千人、農村で107万人の反乱支持者を逮捕した。ケニア山の山林内に封じ込められたマウマウは、ワルヒウ・イトテ（Waruhiu Itote）を中心に対抗したが、お世辞にも巧みなゲリラ戦とは言えなかった。またマウマウ団はどちらかと言うと恐怖支配の集団だったので、投降して寝返る者も多く、寝返った者による「特殊作戦グループ」による拠点掃討が大きな効果を挙げた。
1956年にニエリ方面の指導者、デダン・キマジ・ワシウリ（キクユ語: Dedan Kimathi Waciuri）の逮捕により終結。

## 結果
この反乱によるマウマウ側の死者数は、11503人だった。一方、ケニア植民地側の死者数は、白人入植者95人、親植民地派とみなされたアフリカ人、黒人兵士など1920人だった。またそれ以外に、ゲリラからの隔離政策で環境劣悪な収容所に送られて死亡したキクユ族は２万人程度に上ると見られている。イギリス軍は、ケニア植民地予算の4年分に匹敵する巨額の戦費支出を余儀なくされた。
マウマウ団の乱を機に、KAUの中心メンバーによってケニア・アフリカ民族同盟（KANU）が結成され、ケニアは1963年に独立を果した。